# Gymnopus fusipes
Collybie à pied en fuseau, Souchette
Espèce
Gymnopus fusipes, autrefois Collybia fusipes, la collybie à pied en fuseau ou souchette, est une espèce de champignons basidiomycètes de la famille des Tricholomatacées (ou des Omphalotacées selon les classifications), caractérisé par la forme de son stipe en forme de fuseau.

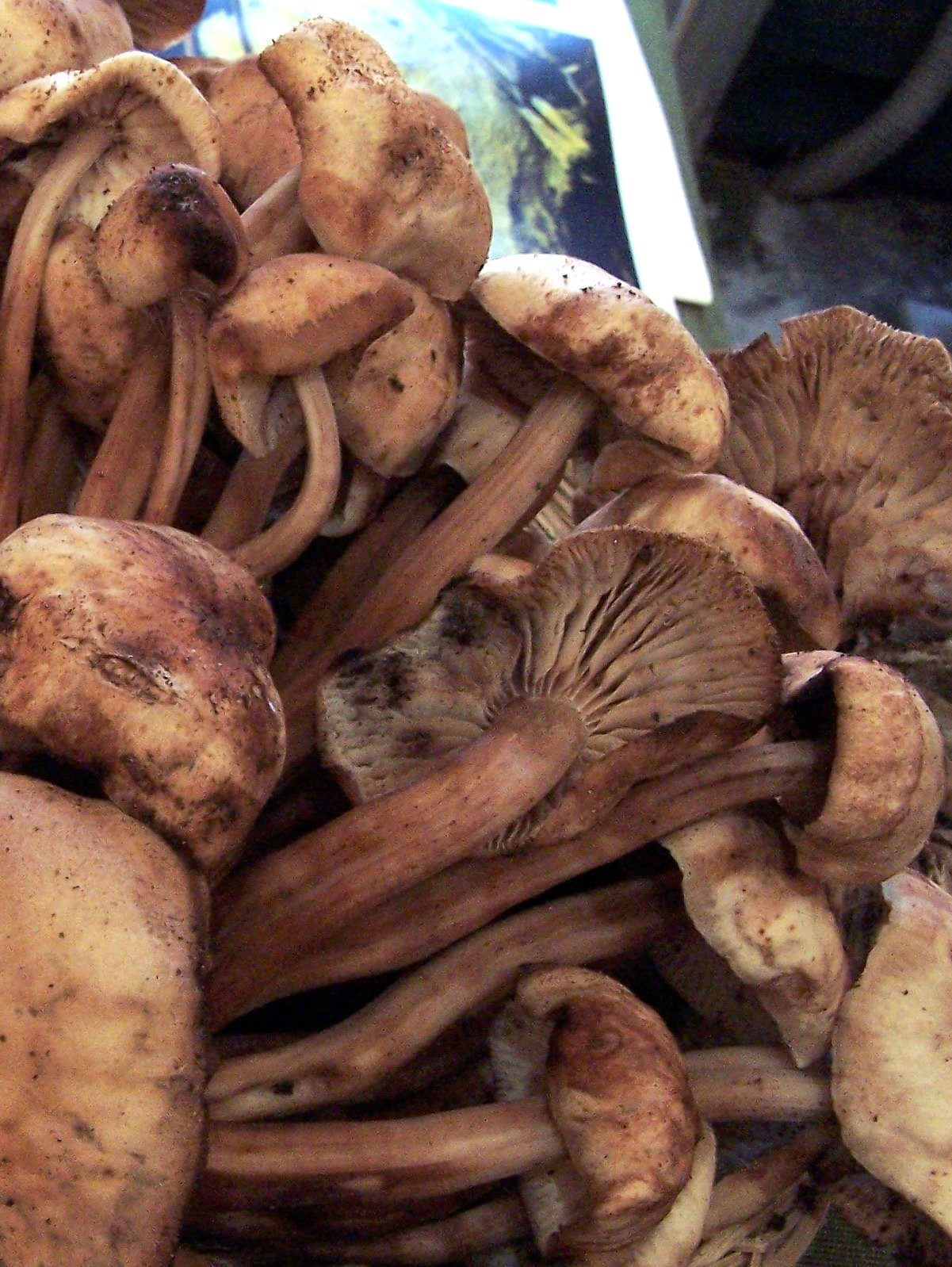
Gymnopus fusipes vieillissants sur une souche

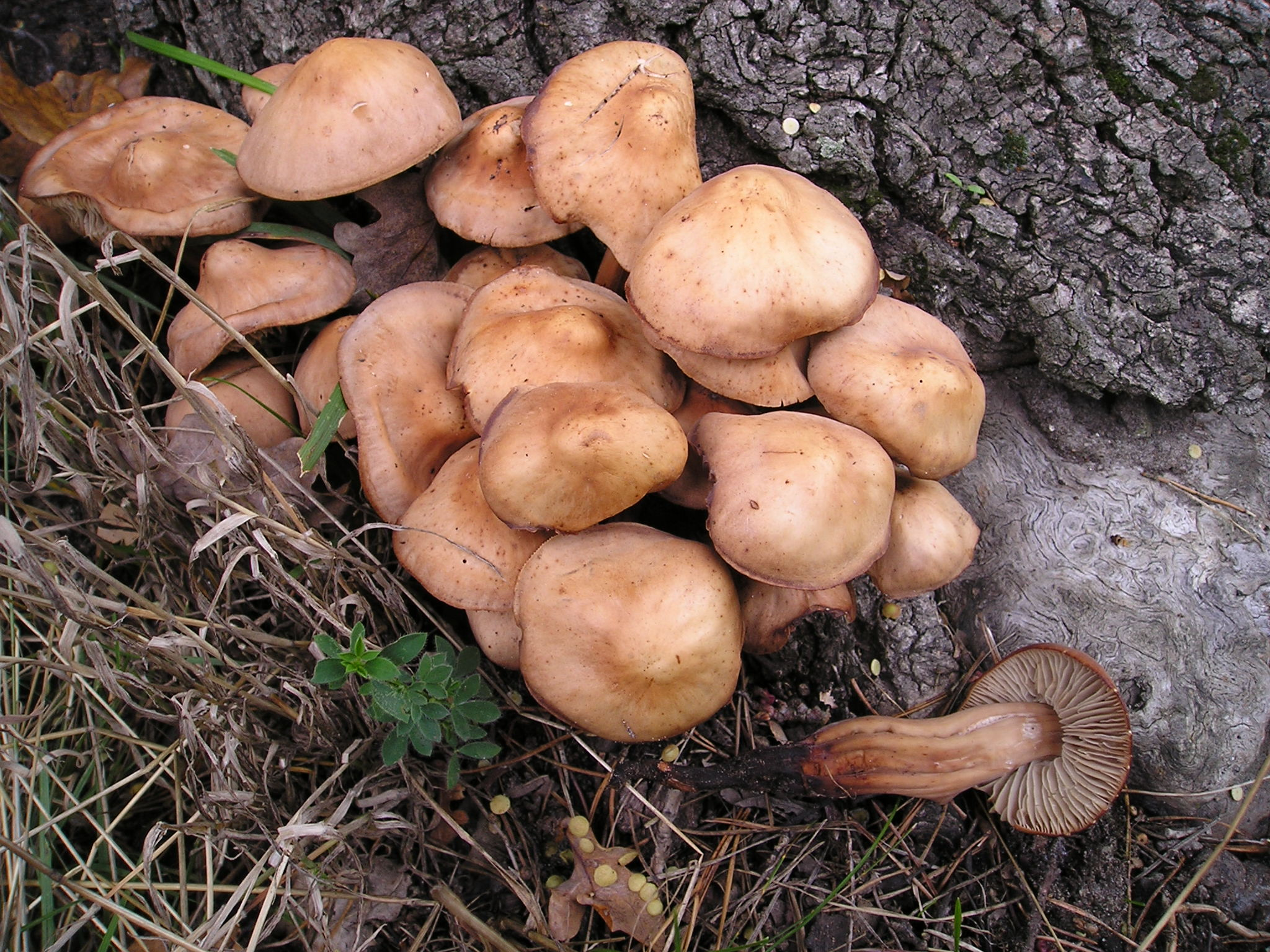
Gymnopus fusipes, individus cespiteux

## Taxonomie

### Nom binomial
Gymnopus fusipes (Bull.) Gray 1821 (nom accepté)

### Principaux synonymes
- Agaricus fusipes var. fusipes Bull. 1783
- Agaricus oedematopus Schaeff. 1774
- Collybia contorta (Bull.) Raithelh. 1979
- Collybia fusipes (Bull.) Quél. 1872
- Collybia fusipes var. contorta (Bull.) Gillet 1876
- Collybia fusipes var. oedematopoda (Schaeff.) Gillet 1876
- Rhodocollybia fusipes (Bull.) Romagn. 1978

### Epithète
Son épithète a été tirée du latin fusus, "fuseau" et pes, "pied" pour décrire la forme caractéristique de son stipe.

## Description des sporophores
Son chapeau de 3 à 9 cm, est quasi sphérique puis conique, légèrement mamelonné, puis, en vieillissant, étalé et bosselé, brun-roux, plus pâle vers le centre.
Les lames sont espacées et inégales, blanc-rosé se tachant de roux. La sporée est blanche.
Le pied de 8 à 14 cm est renflé au milieu, s'amincissant vers le haut et surtout vers le bas, et radicant en pointe. De la couleur des lames en haut, il passe au brun roux puis au brun noir vers le bas. Il est souvent tordu, farci puis creux, et porte de grosses cannelures longitudinales caractéristiques.
Sa chair est ferme, blanchâtre et peu putrescible.
Son odeur et sa saveur sont douces.

## Habitat
En Europe, ce champignon vient de l'été à l'automne sur les souches de feuillus et particulièrement des chênes. Il pousse en une ou plusieurs touffes de sporophores accolés mais non soudés, qui se désolidarisent une fois cueillis. Ils sont cespiteux mais pas connés.

## Comestibilité
La collybie en fuseau est un assez bon comestible à condition d'éliminer le pied coriace et de ne consommer que les chapeaux des exemplaires véritablement jeunes. Attention, car c'est un champignon qui reste longtemps en place avant de pourrir et des récoltes trop tardives pourront se révéler indigestes.

## Espèces proches et confusions possibles
Seuls des débutants pourront confondre cette espèce avec d'autres champignons lignicoles tels que pholiotes, hypholomes ou armillaires. Mais l'absence d'anneau et surtout la forme et les cannelures de son pied la rendent facilement identifiable. Il existe d'autres collybies au pied plus ou moins cannelé telles que Collybia maculata ou Collybia distorta mais en forêt de feuillus elle est la seule à avoir, comme son nom l'indique, le pied fuselé.

## Sources
- Les Champignons, Roger Phillips, éditions Solar,  (ISBN 2-263-00640-0)
- Champignons du Nord et du Midi, André Marchand, tome II / IX, Hachette,  (ISBN 84-399-5721-1)